# Aralkum

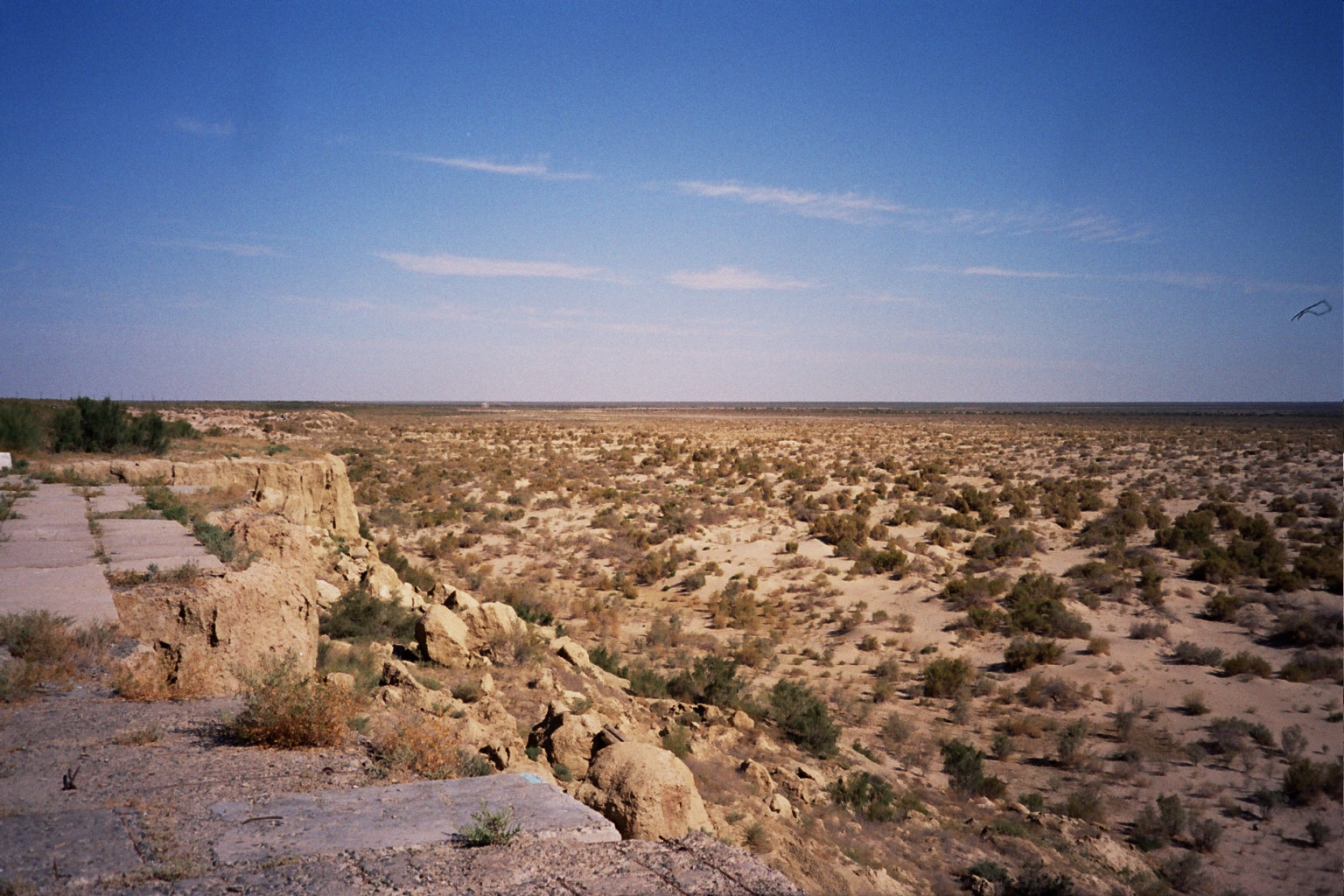
L'originario fondale del lago d'Aral in Uzbekistan nel 2004

L'Aralkum è un deserto creatosi di recente dal fondale un tempo occupato dal lago d'Aral, le cui rimanenze confinano a Sud e ad Est in Uzbekistan e Kazakistan.

## Storia
Il livello d'acqua del lago d'Aral ha già subito variazioni significative nel corso della sua storia, ma il più recente abbassamento è stato causato dai programmi d'irrigazione massiccia nella regione, voluti dall'Unione Sovietica. Ciò ha ridotto drasticamente l'apporto idrico e conseguentemente abbassato il livello delle acque del lago. Mentre il recente lago a Nord ("Piccolo Aral") sta nuovamente aumentando la sua estensione grazie ad una diga chiamata Kokaral, il lago a Sud ("Grande Aral") ha continuato a ritirarsi, lasciando il posto ad un'area desertica fino al parziale rabbocco delle acque, avvenuto nel 2010. Negli anni successivi, però, si è registrato un nuovo e più intenso abbassamento del livello dell'acqua.

## La composizione geologica
Le sabbie dell'Aralkum contengono agenti inquinanti dovuti al precedente utilizzo intensivo di diserbanti nella zona. Il fatto che il deserto sia battuto da venti che soffiano in direzione Est-Ovest ha fatto sì che i pesticidi presenti nelle sabbie siano stati trovati in Russia, nelle foreste della Norvegia, nei ghiacciai della Groenlandia e anche nel sangue dei pinguini in Antartide.